# Feature Driven Development
Feature-driven development (FDD), ou  Desenvolvimento Dirigido por Funcionalidades,  é um método leve e iterativo para desenvolvimento de software. Criado por Jeff de Luca e Peter Coad, combina gestão de projetos com boas práticas de engenharia de software.

## História
Entre 1997-1999, em Cingapura, um importante banco internacional, o UOB (United Overseas Bank), precisava de uma completa reengenharia de sua plataforma de empréstimos para corporações, comércio e consumidores, abrangendo os mais diversos instrumentos. Era um projeto complexo e o maior desse tipo na região.
Após quase dois anos de consultoria, 3.500 páginas de casos de uso documentados, mas pouquíssimo software em execução, um dos membros da equipe, Jeff de Luca, aceitou o desafio e convenceu a diretoria do banco a tentar mais uma vez, agora sob sua liderança e com uma pequena equipe de talentos de classe mundial para desenhar o sistema, treinar e ser mentores de outros. Ele já́ adotara um processo leve e altamente iterativo em outros projetos e estava disposto a experimentar novas estratégias.

## Features
Uma feature é uma funcionalidade pequena, que possui valor para o cliente no contexto do seu domínio de negócio. Comumente, para a equipe de projeto, uma iteração é ocupada por vez para ser desenvolvida, ou seja, geralmente cada entrega dura em torno de 2 semanas (80 horas). 
Em geral, a maioria das funcionalidades depende de apenas algumas horas para sua implementação. Para entender bem onde a funcionalidade se encaixa basta recorrer à Teoria de Processos. Um domínio de negócio pode ser decomposto em macroprocessos ou macroáreas de processos, como Vendas, Marketing, Operações, Compras, entre outras, que são conhecidas como Áreas de Negócio.
Em cada Área de Negócio podemos identificar vários processos ou Atividades de Negócio, que são desempenhadas por tal área, total ou parcialmente. Cada atividade é composta por tarefas ou Passos, manuais ou automatizados por sistemas (software, hardware etc.). Os passos que precisarem de auxílio do sistema tornam-se as funcionalidades para o projeto FDD.

## Funcionalidade X caso de uso
A comparação de uma funcionalidade com um caso de uso (ou mesmo com uma história de usuário), é comum, visto que este é mais conhecido como um meio de se especificar requisitos. 
Szego (um dos membros da equipe que criou a FDD e gerente de desenvolvimento da Nebulon) disse sobre o assunto: 
“Há muitas diferenças entre um caso de uso e uma funcionalidade, mas a fundamental é que eles visam preocupações totalmente diferentes. 
Casos de uso são uma tentativa de especificar requisitos e são criados no início, geralmente antes que qualquer análise ou desenho seja tentado. As funcionalidades, por outro lado, são enumeradas depois da atividade de modelagem inicial, ou Processo 1 da FDD, e são uma decomposição do domínio do problema. 
Essa é uma diferença fundamental: o próprio domínio, o qual um bom modelo de objetos deve tentar capturar, raramente muda. Os requisitos ad-hoc para um sistema de software, que abordam algum aspecto de um negócio naquele domínio, são muito mais voláteis. 
Há outras diferenças, tais como a granularidade e o quão abertos à interpretação eles são, mas isso são efeitos colaterais deles visarem preocupações diferentes. [...] 
[...] Apesar de alguns equívocos, não se deve iniciar tentando enumerar as funcionalidades. Na FDD usamos a ‘modelagem da estrutura’ como a atividade analítica inicial, que nos fornece informação suficiente para então prosseguirmos e construir a lista de funcionalidades”.